# 長野真歩
長野 真歩（ながの まほ、1985年6月26日 - ）は日本の女優。石井光三オフィス所属。

## 来歴・人物
大阪府で生まれた後福岡県で幼少時代を過ごし、小学生の頃に岐阜県に移住。小6から高3までバレーボール部に入っていた。
大学時代からモデル活動を開始し、2006年には中京テレビのバラエティ番組『TA☆RO』にレギュラー出演。その後BESIDE（2008年 - 2010年）→セントラルジャパン（2010年5月 - 2013年10月）を経て2014年から現事務所へ移籍。現在は主に女優としての活動が多い。
2018年6月5日、石井光三オフィスを退社、芸能界を引退。

## 出演

### ドラマ
- 孤独の歌声（2007年8月、WOWOW） - 同僚 役
- 恋のから騒ぎドラマスペシャル〜Love StoriesIV〜「声が震える女」（2007年10月、日本テレビ） - 客C 役
- 三十万人からの奇跡〜二度目のハッピーバースディ〜（2008年3月、テレビ東京） - 美佳 役
- 血液型別 オンナが結婚する方法♪　第一夜・A型オンナが結婚する方法（2009年2月、フジテレビ）
- BOSS（2009年5月、フジテレビ）
- ゴッドハンド輝（2009年5月、TBS） - 看護師 役
- 名探偵の掟　最終回（2009年5月、テレビ朝日） - レースクイーン 役
- スマイル（2009年6月、TBS）
- 嬢王〜Virgin〜（2009年10月 - 12月、テレビ東京） - レイナ 役
- 相棒Season8　第4話（2009年11月、テレビ朝日） - アナウンサー助手 役
- ルビコンの決断〜ユニクロ快進撃の真実・安かろう悪かろうからの大逆転劇〜（2009年11月、テレビ東京） - 店員C 役
- BLOODY MONDAY-シーズン2-（2010年1月 - 3月、TBS） - サードアイレギュラー
- その時までサヨナラ（2010年2月、WOWOW） - ホステス 役
- ガールズトーク〜十人のシスターたち〜 第41 - 42話（2013年2月、テレビ朝日） - 萌 役

### バラエティー
- TA☆RO（2006年4月 - 8月、中京テレビ放送）- TA☆ROガールズ レギュラー出演（南山大学在学時）
- SAKAE TA☆RO最終回＃50＃51（2009年6月、中京テレビ）ゲスト出演

### CM
- すき家（2011年）
- 花王 ピュオーラ（2011年）
- アスカコーポレーション（2011年）
- さくらホーム（2012年～2018年）

### スチール
- 東海Walker（角川書店）
- ゼクシィ東海版〜エンゲージリング特集〜（リクルート）
- chat 表紙
- Being 特集〜NagoyaBeauty大人論〜（リクルート）
- 椿山荘　新作ドレスパンフレット&Web
- WAKO　カタログ
- INAX　カタログ

### CF
- FOMA A 東海版（リクルート）
- ビースパ・ラ・スール
- チューリッヒ

### その他
- リクナビガール（リクルート）
- Girl Next Door PV出演
- ビジネスメディア誠
- INAX ショートドラマ〜くつろぎで変わった娘 編〜
- AEON トップバリューVP